# Radosław Kamiński
Radosław Kamiński (født 28. september 1989) er en polsk fodboldspiller.
Han har spillet for flere forskellige klubber i sin karriere, herunder Fujieda MYFC.